# Afeitado
Dans le monde de la tauromachie, afeitado (« rasage » en espagnol) désigne l’épointage des cornes du toro de lidia, et leur « arrangement » de façon à leur donner une forme arrondie.

## Description et conséquences
C’est une pratique qui, à l'instar d'une grande partie de la tauromachie, inflige une douleur physique intense au taureau et tombe donc sous le coup de la loi. Elle est de plus frauduleuse, interdite par le règlement taurin espagnol sur lequel s’appuie le règlement taurin français. Ce règlement était celui de l'Union des villes taurines de France que l'on peut lire en grande partie dans  l'annexe de l'Histoire et dictionnaire de la tauromachie, et qui précise : « En France l'Union des villes taurines, lors de son assemblée générale à Orthez en date du 25 janvier 1998, a édicté un règlement qui se base sur les textes espagnols et qui est applicable dans toutes les arènes adhérentes ». Outre la supercherie indigne de l'art du torero, l’afeitado, en ôtant le diamant ou partie dure de la corne, entraîne l’éclatement des cornes au moindre choc. Ceci explique le nombre de toros astillados qui sortent du toril avec les cornes éclatées en forme de plumeau. D’autre part, ces manipulations qui fatiguent l’animal sont souvent la cause de la faiblesse de ses pattes car la douleur dans les cornes décourage le taureau de se défendre lorsqu'il est agressé par les picadors.

## Historique
Le règlement taurin espagnol confie la vérification des cornes au Service vétérinaire de la police, mission qualifiée de « délicate » par Paul Casanova et Pierre Dupuy, qui signalent que cette pratique n’est pas récente. La plus grave blessure que le torero Domingo Ortega ait reçue dans les années 1930 venait d’un taureau afeité. La fraude était encore assez rare à cette époque-là. Mais elle a pris une ampleur considérable après la guerre civile espagnole. Manolete a d’ailleurs été tué par un taureau diminué, .
Les divers règlements précisés depuis le 10 février 1953 punissent sévèrement cette fraude sans toutefois parvenir à y mettre fin. Le dernier mot reste au public qui, par ses protestations, peut exiger un changement de taureau lorsqu’il constate que l’animal n’est pas complet.